# Elias Avery Lowe
Pour les articles homonymes, voir Lowe.
Elias Avery Lowe est un paléographe américain, né à Kalvarija, à l'époque Kalwaria, (ouïezd de Mariampol dans le gouvernement de Suwałki) dans la partie polono-lituanienne de l'Empire russe (actuelle Lituanie), le 15 octobre 1879 et mort à Bad Nauheim le 8 août 1969. Son nom de naissance est « Loew », nom d'une famille juive d’origine ashkénaze qu'il altère en Lowe en 1918.

## Biographie
Il naît dans la famille d'un marchand juif, de broderies et soieries, Charles Loew, qui émigre avec sa famille en 1892 à New York et obtient la nationalité américaine en 1900.
Elias Lowe obtient son doctorat de paléographie en 1908 à l’université de Munich sous la direction de Ludwig Traube, continue à Oxford puis aux États-Unis, avant de se fixer en Grande-Bretagne, puis à Princeton aux États-Unis, en 1937.
Son œuvre majeure est la publication des Codices Latini Antiquiores, commencée en 1929 et dirigée par lui à partir de 1934.
Il est chercheur au sein de l’Institute for Advanced Study de Princeton en 1936, correspondant de l’Académie des inscriptions et belles-lettres en 1954, puis membre étranger associé en 1964.
Elias Avery Lowe épouse en 1911 la traductrice américaine Helen Tracy Porter (en), traductrice en anglais de l'œuvre de Thomas Mann, dont il a trois filles. Leur fille Frances est la grand-mère maternelle de l'homme politique britannique Boris Johnson.
Bien que Lowe « n'ait jamais abandonné sa solidarité envers le peuple juif », il n'a jamais pratiqué le judaïsme de son enfance et, à la fin de sa vie, il déclarait à l'une de ses filles que s'il avait eu à choisir une religion, cela aurait été le catholicisme. Après sa mort à Bad Nauheim, en Allemagne, ses cendres sont enterrées au Corpus Christi College d'Oxford.

## Œuvres
- Die ältesten Kalendarien in Monte Cassino, Munich, thèse de doctorat, 1908.
- The Beneventan Script. A History of the South Italian miniscule, Oxford, 1914 ; 2e édition augmentée, Rome, 1980.
- Palaeographical papers. 1907-1965, éd. Ludwig Bieler, Oxford, 1972.